# جزبل رنگین
جزبل رنگین (نام علمی: Delias hyparete) گونه‌ای پروانه است که در تیره کاهی‌بالان و سرده هاشوربالان قرار دارد.

## زیستگاه
- آسیا به ویژه در هند، سوماترا و سری‌لانکا